# Cornwall, New York
Cornwall este un oraș din comitatul Orange, statul New York, Statele Unite ale Americii. Localitatea este situată la aproximativ 50 de mile nord de New York City, pe malul vestic al râului Hudson. Populația estimată în anul 2007 a fost de 12.827 de locuitori.

## Personalități marcante
- Bonnie Blair, patinatoare, multiplă campioană olimpică